# La Chevrolière
La Chevrolière ist eine französische Gemeinde mit 6342 Einwohnern (Stand 1. Januar 2022) im Département Loire-Atlantique in der Region Pays de la Loire.
Die Bewohner werden Chevrolliens und Chevrolliennes genannt.
Die Gemeinde erhielt 2022 die Auszeichnung „Eine Blume“, die vom Conseil national des villes et villages fleuris (CNVVF) im Rahmen des jährlichen Wettbewerbs der blumengeschmückten Städte und Dörfer verliehen wird.

## Geographie
La Chevrolière liegt östlich des Lac de Grand-Lieu, etwa 20 Kilometer Fahrtstrecke südwestlich von Nantes, in einer mittleren Höhe von 10 bis 15 Metern ü. d. M. Die Nachbargemeinde Saint-Philbert-de-Grand-Lieu liegt nur etwa sieben Kilometer südwestlich.

## Geschichte
Im Mittelalter gehörte der Ort zur Lehnsherrschaft der Huguetières, die beim Ortsteil Passay im 15. Jahrhundert eine Burg (château) erbauten, von der sich jedoch nichts erhalten hat.

### Bevölkerungsentwicklung
| Jahr      | 1962 | 1968 | 1975 | 1982 | 1990 | 1999 | 2008 | 2017 |
| Einwohner | 2004 | 2139 | 2444 | 3368 | 4272 | 4851 | 4945 | 5589 |

Der stetige Anstieg der Bevölkerung in den letzten Jahrzehnten ist ganz wesentlich auf die Nähe zur Großstadt Nantes und die vergleichsweise niedrigen Mieten und Grundstückspreise zurückzuführen.

## Städtepartnerschaft
- Lyndhurst (Hampshire, England)

## Wirtschaft
Die Wirtschaft des Ortes war jahrhundertelang auf die Selbstversorgung der Bevölkerung ausgerichtet. Mit dem Anwachsen der Einwohnerzahl von Nantes wurde auch für die dortigen Märkte produziert, was wegen der Entfernung jedoch nicht leicht zu bewerkstelligen war. Heute wird immer noch von einigen Bauern Feldwirtschaft betrieben, doch die meisten Anbauflächen werden für den Weinbau genutzt: Der Muscadet-Côtes de Grandlieu hat seit im Jahr 1994 eine eigene Appellation d’Origine Contrôlée (AOC) erhalten. Von den etwa 120 Fischern im Ortsteil Passay zu Beginn des 20. Jahrhunderts sind nur noch sieben übriggeblieben.

## Sehenswürdigkeiten
- Die Pfarrkirche Saint Martin ist ein neogotischer Bau aus dem 19. Jahrhundert mit einem imposanten Westturm.
- Das Château de la Freudière stammt aus dem 18. und 19. Jahrhundert; es befindet sich in Privatbesitz. Fassaden und Dächer des Schlosses und seiner beiden Flügel mit Gemeinschaftsgebäuden sind seit dem Jahr 1990 als Monument historique eingeschrieben.[2] anerkannt.

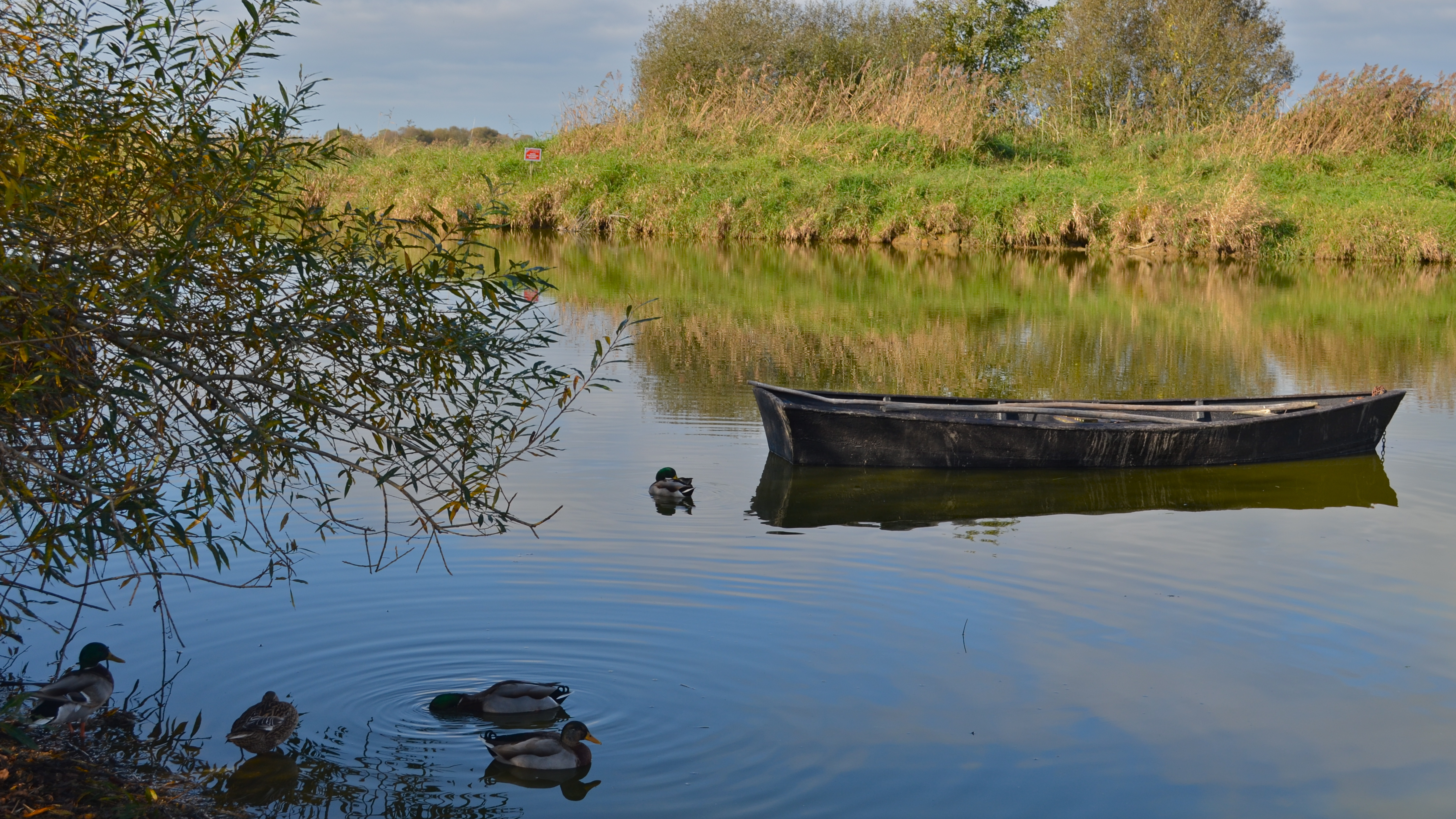
Lac de Grand-Lieu bei Passay

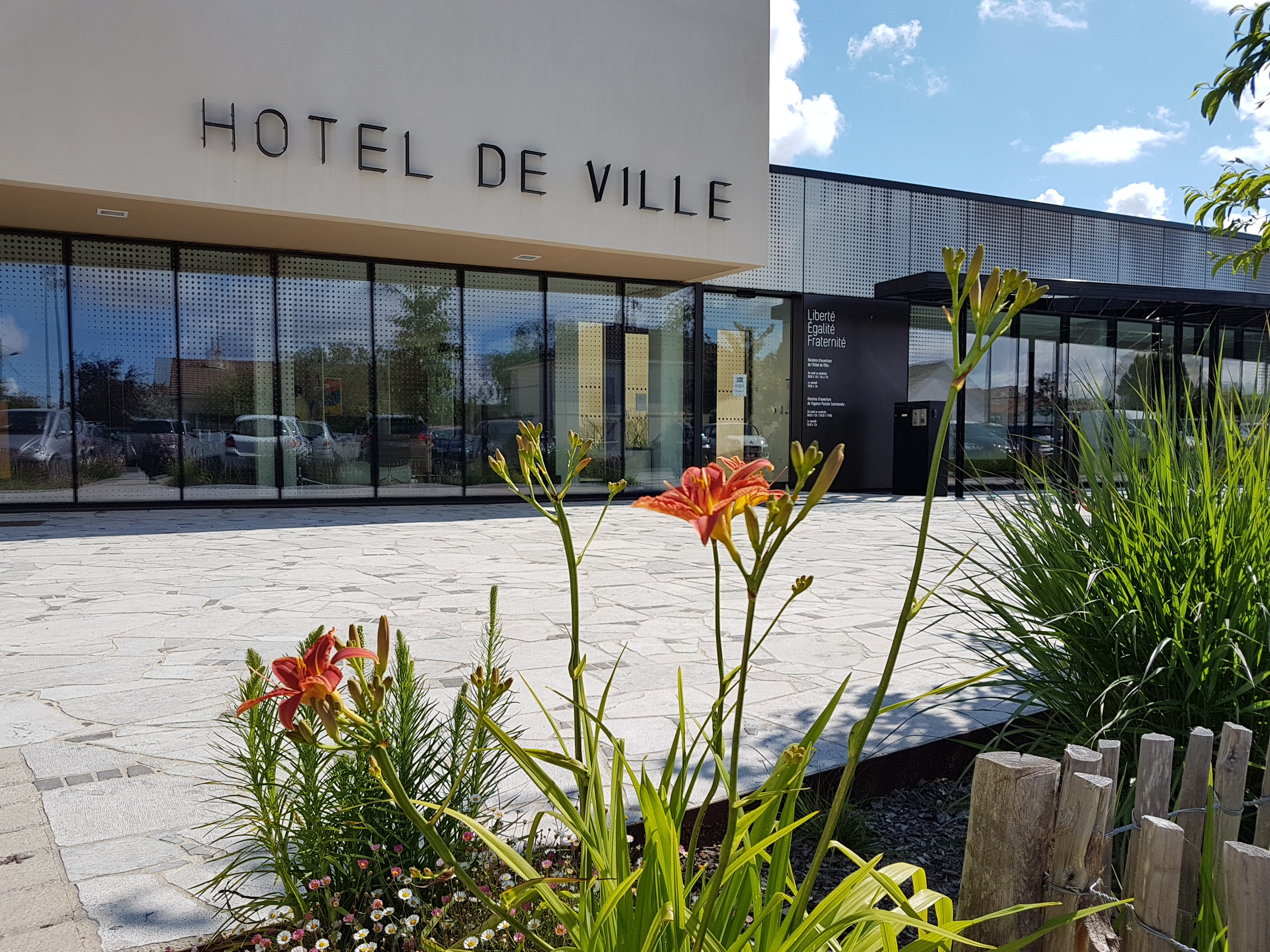
Rathaus (Hôtel de ville)

- Der maximal etwa 65 Quadratkilometer große, nur knapp über dem Meeresspiegel gelegene und entsprechend flache Lac de Grand-Lieu befindet sich nur zu einem kleinen Teil auf dem Gemeindegebiet von La Chevrolière. Er ist – neben dem Lac du Bourget – der flächenmäßig größte natürliche See Frankreichs. Im Winter ist die Seeoberfläche wegen stärkerer Regenfälle und geringerer Verdunstung etwa doppelt so groß wie im Sommer. Fauna (Aale, Fische, Vögel etc.) und Flora (Schilf, Seerosen etc.) des Sees stehen unter Naturschutz: Nur einigen lizenzierten Fischern ist es gestattet auf dem See zu fischen; die Jagd ist – auch wegen der den Boden vergiftenden Bleipatronen – komplett verboten. Mangels Zufahrtswegen bekommen Besucher der Gegend den See kaum zu Gesicht – im Ortsteil Passay ist deshalb ein Ecomusée eingerichtet worden.